# Fiestas Juninas en Brasil

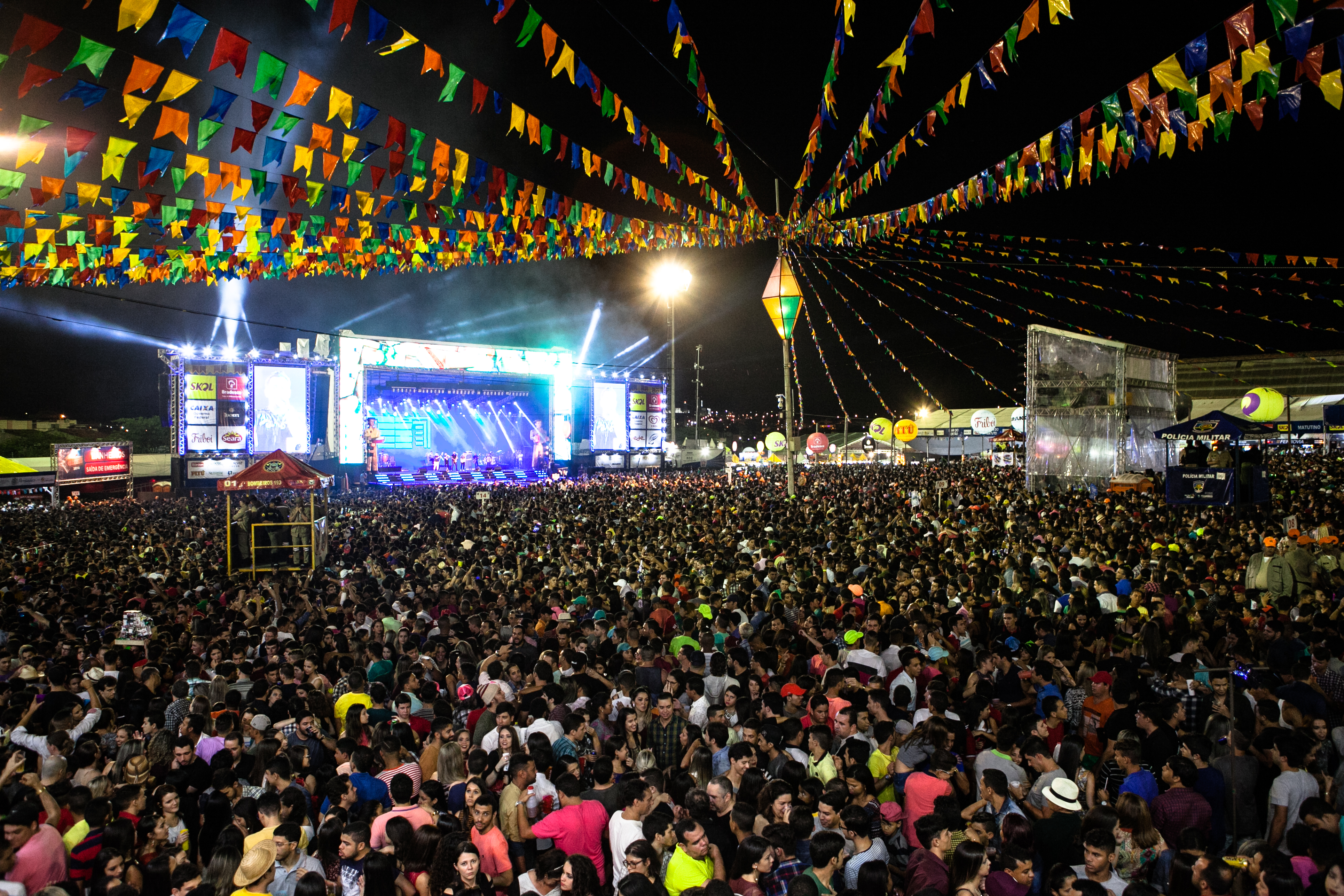
Lugar de la fiesta de São João de Caruaru, en Pernambuco

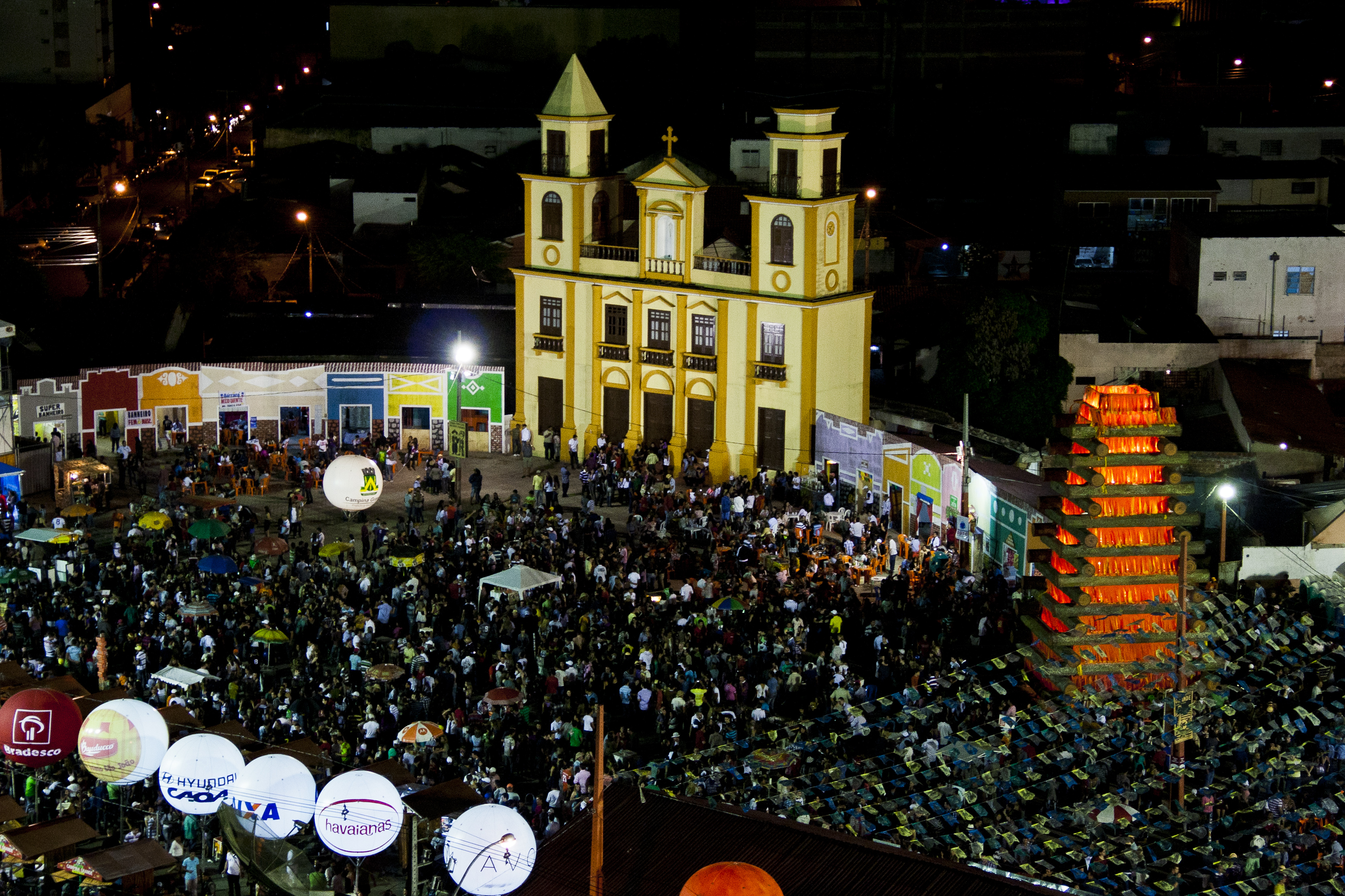
Ciudad escenográfica de São João de Campina Grande, en Campina Grande, en la Paraíba.

Festas juninas no Brasil (en español Fiestas Juninas en Brasil), también conocidas como festas de São João por celebrar la natividad de San Juan Bautista (24 de junio), son las festividades anuales brasileñas adaptadas del solsticio de verano europeo que ocurre en pleno invierno del hemisferio sur. Estas festividades, introducidas por los portugueses durante el periodo colonial (1500-1822), se celebran durante el mes de junio en todo el país. La fiesta se celebra principalmente en las vísperas de las solemnidades católicas de Santo Antonio, San Juan Bautista y San Pedro.
Como el nordeste de Brasil es en gran parte árido o semiárido, estas fiestas no solo coinciden con el fin de las estaciones lluviosas en la mayoría de los estados de la región, sino que también ofrecen a las personas la oportunidad de agradecer a San Juan por la lluvia. También celebran la vida rural y presentan trajes, comidas y danzas típicas (principalmente la quadrilha).

## Orígenes e historia

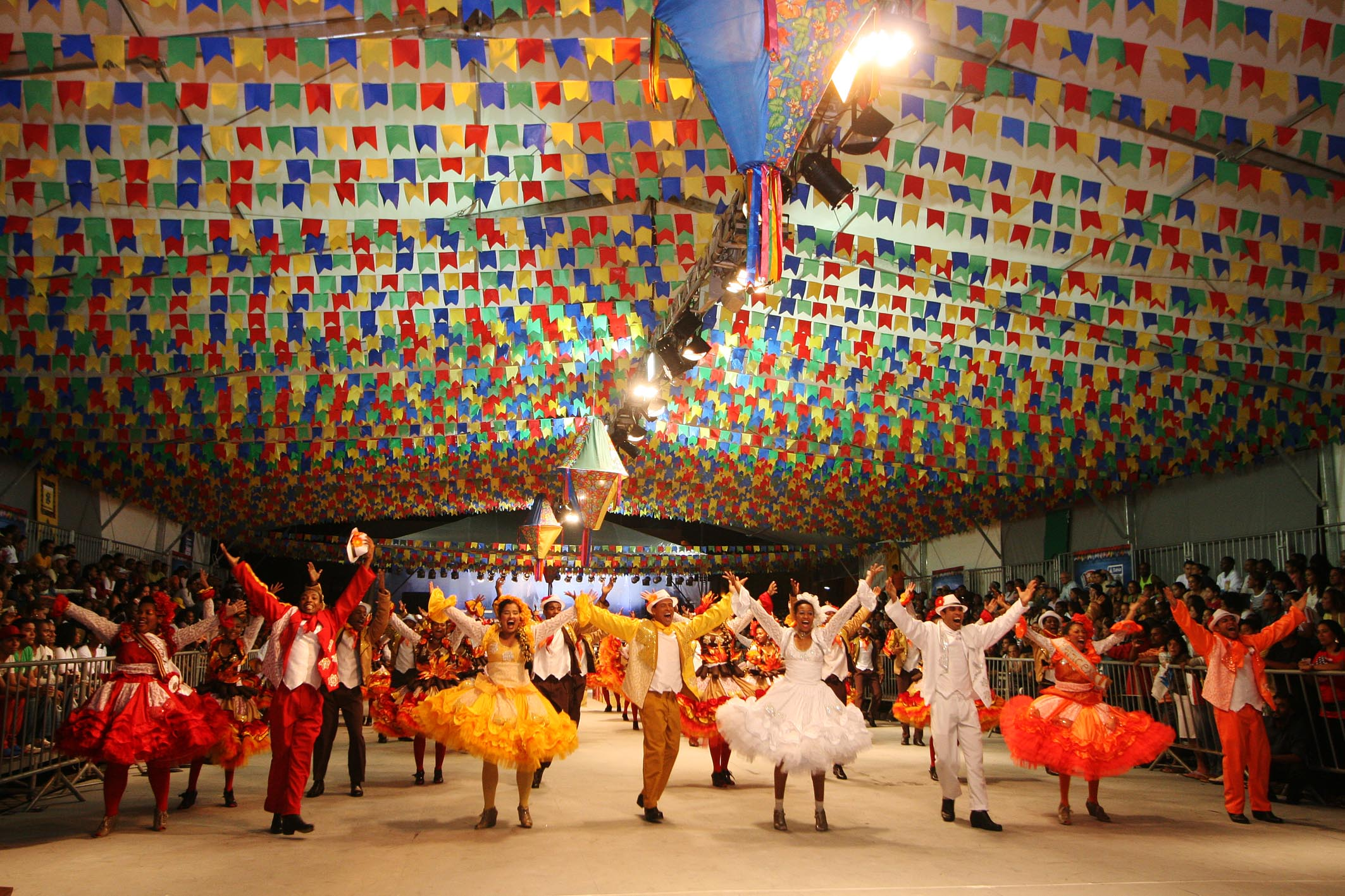
Festa junina brasileña en Salvador, con banderitas de colores y bailarines de quadrilha.

Varios aspectos del festival tienen su origen en las celebraciones del solsticio de verano europeo, como la creación de una gran hoguera. Muchas de estas celebraciones ya ocurren con la influencia de la sociedad rural brasileña. Las festividades generalmente se realizaban en un arraial, una enorme tienda con techo de paja que se reservaba para fiestas importantes en el interior de Brasil antiguo. Como el clima brasileño es muy diferente del europeo, los participantes brasileños solían usar el festival como una forma de agradecer por la lluvia. Una gran hoguera es encendida durante el festival. Esto se origina de una historia católica de una hoguera siendo encendida para alertar a María sobre el nacimiento de Juan el Bautista y así para tener su asistencia después del parto, Isabel tendría que encender una hoguera en una colina. La mayoría de los festivales ocurrían lejos de la costa, más cerca del interior, donde se encontraban muchas plantaciones mayores. Aún gobernadas por Portugal, las ciudades costeras, especialmente en Pernambuco, se industrializaron y tuvieron una prosperidad económica mucho mayor. En la esperanza de promover ese crecimiento, el rey Dom João modificó su política económica para favorecer ciudades como Recife en detrimento de los intereses rurales. Conforme la festa junina continuó siendo practicada en las ciudades modernas, se volvió mucho más grande. Hoy, el tamaño de las celebraciones supera el de Europa. Aunque son practicadas y organizadas principalmente por escuelas, muchas ciudades organizan su propia gran celebración. Entre las mayores fiestas juninas celebradas en Brasil están el São João de Caruaru, el São João de Campina Grande, el São João de Aracaju, el Bumba meu boi de São Luís y el Encontro Nacional de Folguedos en Teresina.

## Tradiciones

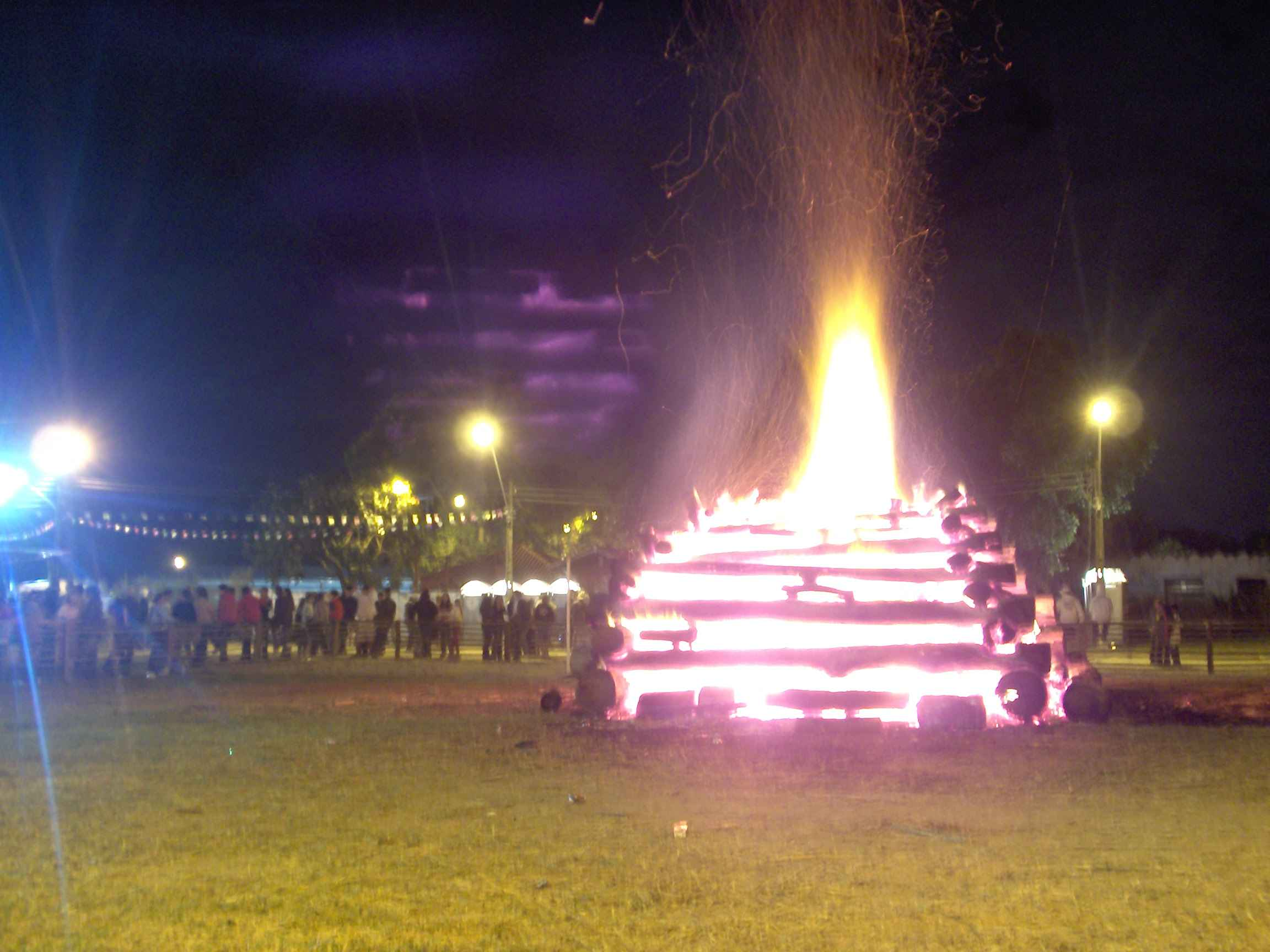
Hoguera de San Juan en Goiânia, Goiás.

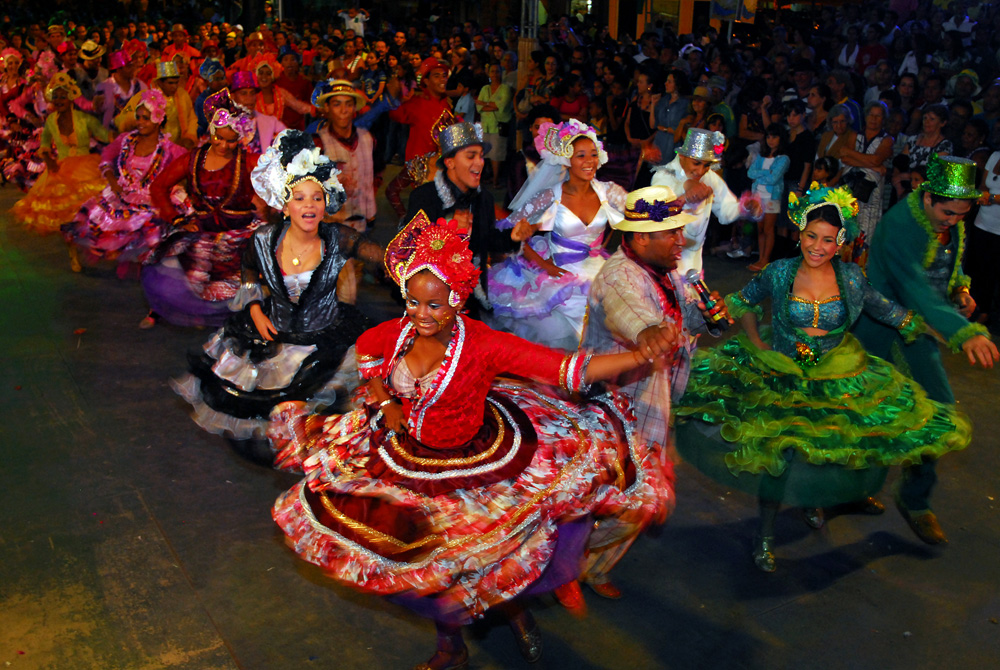
"Quadrilha" en Sergipe, Brasil

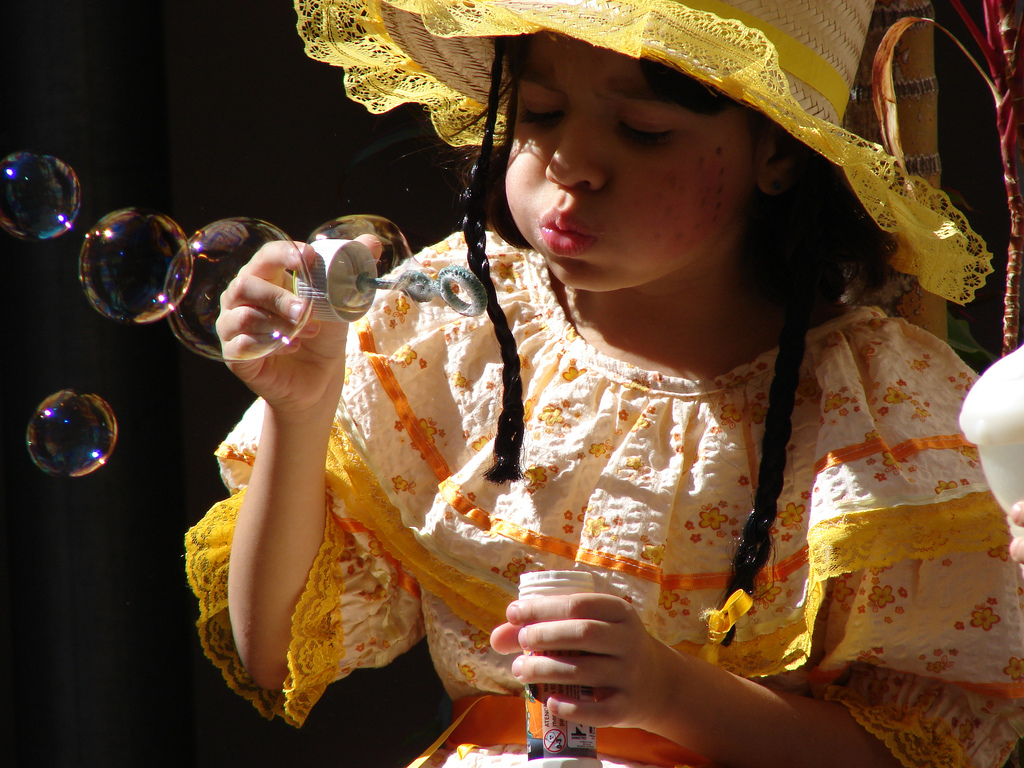
Niña con disfraz de caipira

En Brasil, la fiesta es practicada principalmente por agricultores rurales, conocidos como caipiras o matutos. Los hombres se visten de granjeros con grandes sombreros de paja y las mujeres usan trenzas, pecas, dientes pintados y vestidos a cuadros.
Las danzas a lo largo del festival incluyen la quadrilha. La mayoría de estas danzas surgieron en la Europa del siglo XIX, traídas por los portugueses. La quadrilha presenta formaciones de parejas alrededor de un matrimonio simulado, cuyos novios son el foco central de la danza. Esto refleja la fertilidad de la tierra. Existen varios tipos de danza dentro de la categoría de quadrilha. La cana-verde, una subcategoría de estilos de danza fandango, es más popular en el sur y es principalmente improvisada. Las danzas que involucran el bumba meu boi también están presentes en esta fiesta, donde la danza gira en torno a una mujer que desea comer la lengua de un boi. Su esposo mata al buey, para desesperación del dueño del buey. Un curandero entra y resucita al buey y todos los participantes celebran.
Acompañando estas danzas está un género musical conocido como forró. Este género tradicional utiliza principalmente acordeones y triángulos, y se centra en la vida y la lucha de los caipiras. La música se enfoca mucho en la saudade, un sentimiento de nostalgia o desamparo, por la vida rural en la granja. Las versiones más modernas de la música pueden incluir guitarras, violines y baterías.
Muchos juegos dirigidos al público infantil están presentes en las fiestas juninas, especialmente en las fiestas realizadas en las escuelas que sirven como recaudación de fondos.
- Pescaria: los niños usan una caña de pescar para atrapar latas o papel dibujado para parecerse a peces de una caja.
- Corrida del saci: los niños saltan en una pierna hasta el final de una línea en una carrera, imitando el movimiento del personaje folclórico saci perere.
- Corrida de tres pies: donde dos participantes atan una de las piernas a la pierna de su compañero y corren con la otra.
- Juego de aros: anillos son lanzados a botellas en un intento de caer en el cuello de la botella.
- Tiro al blanco: lanzamiento de dardo en un intento de ganar más puntos.

## Críticas modernas
Actualmente, las fiestas de San Juan son extremadamente populares en las ciudades más grandes de Brasil. La presencia de un festival que celebra la vida rural en un escenario urbano ha revelado estereotipos modernos de caipiras. Aquellos que residen en ciudades más grandes creen que los agricultores rurales son menos educados e incapaces de socializar adecuadamente. Esto generalmente se refleja en las caricaturas de caipiras enseñadas a los niños en las escuelas brasileñas, que son instruidos a usar gramática incorrecta y actuar como tontos durante el festival. La ansiedad sobre el cambio de significado del festival también refleja una creciente "carnavalización" de la tradición. En lugar de un énfasis en la religión, el festival se presenta como un gran encuentro para brasileños y turistas con grandes espectáculos en las principales ciudades.
Otra crítica existente, principalmente en la región Nordeste de Brasil es la llamada invasión de ritmos musicales provenientes de otras regiones del país, principalmente de la música sertaneja en las festividades, en detrimento de los ritmos musicales locales, como el forró, generando en la región debates sobre la preservación de las tradiciones locales.